# Misthusum
Misthusum var en landsby, der fra 1200-tallet til cirka 1800 lå ved Brede Ås udløb i marsken mellem Ballum og Skærbæk. Landsbyens gårde lå på 8 kunstigt skabte forhøjninger såkaldte værfter. Under Anden store manddrukning i 1634 blev landsbyen fuldstændigt ødelagt og 44 beboere druknede. Gårdene blev genopbygget, men efterhånden helt opgivet.
På det nordligste værft ligger et lille hus fra 1809, kaldet "Markmandshuset", opført af nedbrydningsrester fra gårdene. Det blev om sommeren brugt til husly for de mænd, der i sommerhalvåret så efter kvæget på engene.
Der er adgang til de forladte værfter via "Den Svorne Vej" fra Skærbæk.